# Elaeognatha melanostictana
Elaeognatha melanostictana är en fjärilsart som beskrevs av Embrik Strand 1917. Elaeognatha melanostictana ingår i släktet Elaeognatha och familjen trågspinnare. Inga underarter finns listade i Catalogue of Life.